# Foúrnoi (ort)
Foúrnoi (Fournoi) är en ort i Grekland.   Den ligger i prefekturen Nomós Argolídos och regionen Peloponnesos, i den sydöstra delen av landet, 80 km sydväst om huvudstaden Aten. Foúrnoi ligger 257 meter över havet och antalet invånare är 301.
Terrängen runt Foúrnoi är kuperad norrut, men söderut är den platt. Terrängen runt Foúrnoi sluttar söderut. Närmaste större samhälle är Kranídi, 6,0 km söder om Foúrnoi. Trakten runt Foúrnoi består till största delen av jordbruksmark.